# Мужская сборная Гренландии по гандболу
Мужская сборная Гренландии по гандболу представляет Гренландию на международной арене и контролируется Федерацией гандбола Гренландии.

## Участие в чемпионатах
В финалах чемпионата мира сборная дебютировала в 2001 году, заняв 20-е место.
- 2001 (Франция) — 20 место из 24
- 2003 (Португалия) — 22 место из 24
- 2007 (Германия) — 24 место (последнее)

В чемпионатах Америки (Панамериканских чемпионатах) в 2002 и 2006 годах сборная Гренландии занимала третьи места.